# Daequan Cook
Pour les articles homonymes, voir Cook.
Daequan Cook (né le 28 avril 1987 à Dayton, Ohio) est un joueur américain de basket-ball évoluant au poste d'arrière.

## Carrière

### Débuts dans l'Ohio
Daequan Cook évolue au lycée Paul Laurence Dunbar à Dayton. Lors de son année senior, il réalisa des moyennes de 24,5 points, 6,0 rebonds et 5,0 passes décisives par match et mène Dunbar au titre de champion de l'État en Division II. Il est nommé dans la McDonald's All-American Team en 2006, remportant le concours de shoots à trois points.
Il rejoint ensuite l'université d'État de l'Ohio où il réalise des moyennes de 10,7 points, 4,5 rebonds, 1,1 passe décisives et 0,7 interception en 20,4 minutes par match. Le 20 avril 2007, Cook annonce son intention de se présenter à la draft 2007, en compagnie de ses coéquipiers Greg Oden et Mike Conley Jr..
Le 28 juin 2007, Cook est sélectionné au vingt-et-unième rang de la draft par les 76ers de Philadelphie, mais il est immédiatement transféré au Heat de Miami contre Jason Smith.

### Carrière en NBA (2007-2013)
Daequan Cook inscrit 8,2 points par match pour sa saison rookie avec le Heat de Miami avant d'être envoyé au club de l'Energy de l'Iowa en NBA Development League au cours du mois de février. Il revient au Heat le 8 mars et il inscrit 23 points lors du deuxième suivant son retour. Il bat son record de points en carrière (24 points) le 15 janvier 2009 contre les Bucks de Milwaukee.
Il remporte le Three-point Shootout lors du NBA All-Star Game 2009 à Phoenix. Lors du premier tour, Cook termine en tête avec 18 points. Il affronte alors en finale Jason Kapono, le tenant du titre et Rashard Lewis. Kapono inscrit 14 points, Lewis et Cook étant ex æquo avec 15 points. La victoire se joue au tie-break et Cook l'emporte 19 à 7 et remporte le concours.
En octobre 2012, il rejoint les Rockets de Houston dans le cadre du transfert qui envoie James Harden rejoindre cette même équipe.

### Globetrotter puis valeur sûre en Israël (Depuis 2013)
En novembre 2013, il s'engage jusqu'à la fin de la saison avec le club ukrainien du BK Boudivelnyk Kiev, qu'il abandonne rapidement pour rejoindre Tubingen jusqu'à la fin de la saison 2013-2014.
Il signe le 12 août 2014 avec Rouen en Pro A. Il y réalise une saison pleine en aidant son club à se maintenir rapidement. Il part ensuite au Portugal au Benfica Lisbonne puis en Iran au Chemidor Teheran avant de s'installer en Israël au Ironi Nes Ziona en Ligat Winner. Après trois saisons, il devient le deuxième meilleur marqueur de l'histoire du club. En août 2020, il signe à l'Hapoël Tel-Aviv toujours en Ligat Winner mais le contrat est annulé.

## Clubs successifs
- 2007 - 2010 :  Heat de Miami (NBA)
- 2008 :   Energy de l'Iowa (D-League) 3 matchs
- 2010 - 2012 :  Thunder d'Oklahoma (NBA)
- 2012 - 2013 :
  -  Rockets de Houston (NBA)
  -  Bulls de Chicago (NBA)
- 2013 - 2014 :
  -  BK Boudivelnyk Kiev (Superleague)
  -  Walter Tigers Tübingen (Bundesliga 1)
- 2014 - 2015 :  SPO Rouen (Pro A)
- 2015 - 2016 :  Benfica Lisbonne (LPB)
- 2016 - 2017 :  Chemidor Teheran (Superleague)
- 2017 - 2020 :  Ironi Nes Ziona B.C. (Ligat Winner)

## Palmarès

### Palmarès en franchise
- Champion de la Conférence Ouest en 2012 avec le Thunder d'Oklahoma City.
- Champion de la Division Nord-Ouest en 2011 et 2012 avec le Thunder d'Oklahoma City.

### Distinctions personnelles
- Vainqueur du concours de tirs à 3 pts du NBA All-Star Week-end 2009.